# En América (libro)
En América (tit. or. In America), novela de la escritora Susan Sontag, publicada en 2000, que relata la emigración de una familia de artistas polacos y un grupo de amigos a los Estados Unidos a finales del siglo XIX. Para Maryna, su protagonista, una actriz de prestigio nacional, el viaje se convierte en una partida hacia el exilio: de la Polonia invadida e inmersa en el caos y la represión política; y de sí misma, sus miedos y demonios interiores.